# Новая Романовка (Брянская область)
Новая Романовка — село в Мглинском районе Брянской области России. Входит в состав Ветлевского сельского поселения

## География
Село находится в северо-западной части Брянской области, в зоне хвойно-широколиственных лесов, на берегах реки Воронусы, при автодороге 15К-1613, на расстоянии примерно 7 километров (по прямой) к юго-востоку от города Мглина, административного центра района. Абсолютная высота — 186 метров над уровнем моря.

### Климат
Климат характеризуется как умеренно континентальный, с тёплым летом и умеренно холодной зимой. Среднегодовая многолетняя температура воздуха составляет 5,1 °С. Средняя температура воздуха самого тёплого месяца (июля) — 17,9 °C (абсолютный максимум — 38 °C); самого холодного (января) — −8,5 °C (абсолютный минимум — −39 °C). Безморозный период длится в среднем 130—135 дней. Среднегодовое количество атмосферных осадков составляет 580 мм, из которых большая часть выпадает в тёплый период. Снежный покров держится в течение 125 дней.

### Часовой пояс
Село Новая Романовка, как и вся Брянская область, находится в часовой зоне МСК (московское время). Смещение применяемого времени относительно UTC составляет +3:00.

## История
В 1712 году здесь была построена деревянная церковь. Деревня основана в 1694 году сотником Иваном Романовским.
Первоначальный облик усадьбы неизвестен. Современный вид её начал складываться в начале XIX века — постройкой церкви Покрова Богородицы (1811 год).
В 1853 году по проекту петербургского архитектора Д. Е. Ефимова построен каменный дом, который стоит и поныне.
Парк разбит был, по-видимому, гораздо раньше. Своей геометрической регулярной планировкой он, возможно, обязан ранее существовавшему здесь ещё в начале XVIII века «плодовитому саду».
Усадьба занимает территорию в 26 гектаров. Двумя сторонами она обращена к пойме речки Воронусы. Раньше юго-восточная сторона усадебного парка подходила к берегу большого искусственного озера, образованного плотиной на реке. Прямые линии аллей разделяют территорию парка на ряд участков правильной формы.
Центральная, более чем полуверстная, аллея, идущая с востока на запад, является планировочной осью композиции парка. На нее "нанизаны" все части усадебного ансамбля. Аллея начинается на береговом склоне озера, проходит вдоль дома усадьбы, пересекает партерную часть парка с цветником и игровыми площадками, углубляясь в парк, расчленяет внутреннее озеро на две части, подходит к церкви Покрова и далее замыкается поперечной аллеей фруктового сада.

## Население
| 2010 | 2013 |
| ---- | ---- |
| 582  | ↘537 |

### Национальный состав
Согласно результатам переписи 2002 года, в национальной структуре населения русские составляли 99 % из 635 чел.

## Инфраструктура
Личное подсобное хозяйство с зоной сельскохозяйственного использования, индивидуальная застройка усадебного типа.
Основа экономики — сельское хозяйство.
Ново-романовский ФАП.

## Транспорт
Автобусное сообщение. Остановки общественного транспорта «Новая Романовка-1», «Новая Романовка-2».